# Hernandarioides
Hernandarioides is een geslacht van hooiwagens uit de familie Gonyleptidae.
De wetenschappelijke naam Hernandarioides is voor het eerst geldig gepubliceerd door Pickard-Cambridge in 1905. 

## Soorten
Hernandarioides is monotypisch en omvat slechts de volgende soort:
- Hernandarioides planus